# Мартынов, Сергей Андреевич
Сергей Андреевич Мартынов (род. 7 октября 2000, Ижевск) — российский хоккеист, защитник.

## Биография
Начинал заниматься хоккеем в «Ижстали», в 2013 году перешёл в нижнекамский «Нефтехимик». В сезоне 2017/18 дебютировал в команде МХЛ «Реактор». 4 сентября 2020 года в домашнем матче против СКА	(1:2) провёл единственны матч за «Нефтехимик» в КХЛ. Сезон 2021/22 начал в «Ижстали». Поведя два матча, 29 октября перешёл в другой клуб ВХЛ «Зауралье» Курган. В сезоне 2022/23 играл в команде ВХЛ-Б «Челны». Выступал в чемпионате Казахстана за «Алматы» (2023/24), в чемпионате Беларуси за «Лиду» (с 2024/25).